# Vụ tập kích Sơn Tây
Vụ đột kích Sơn Tây, mật danh của quân đội Mỹ là chiến dịch Bờ Biển Ngà (tiếng Anh: Operation Ivory Coast), là cuộc tập kích của quân đội Mỹ bằng máy bay trực thăng vào một trại giam ở ngoại ô phía tây thị xã Sơn Tây, cách Thủ đô Hà Nội khoảng 40 km trong chiến tranh Việt Nam.
Vụ tập kích diễn ra vào đêm ngày 20 rạng sáng ngày 21 tháng 11 năm 1970 do đại tá bộ binh Athur Simons với biệt danh "Bò tót" trực tiếp chỉ huy, nhằm giải thoát số phi công Mỹ đã bị quân đội và người dân miền Bắc Việt Nam bắt làm tù binh trong cuộc chiến tranh phá hoại miền Bắc do Mỹ phát động và thực hiện. Vụ tập kích này được phía Mỹ gọi là "Cuộc hành quân Đặc nhiệm Kingpin POW". Lực lượng đặc nhiệm tham gia gồm 56 quân nhân Mỹ được chọn từ lực lượng đặc biệt số 6 và số 7 tại Trung tâm Chiến tranh đặc biệt Lục quân Hoa Kỳ ở căn cứ Fort Brag, tiểu bang Bắc Carolina và ở Fort Beening, tiểu bang Georgia. Mới đây (tháng 5 năm 2011), hãng BBC có bài viết liên hệ các vụ tập kích bằng trực thăng của quân đội Hoa Kỳ đã từng xảy ra kể từ vụ tập kích Sơn Tây đến vụ tập kích Abbottabad hạ sát Osama Bin Laden.
Để thực hiện cuộc tập kích này, biệt kích Mỹ đã trải qua 170 lần diễn tập với sự tham gia của hơn 100 lính đặc nhiệm, 28 máy bay, gần 20 phi công trực thăng giỏi nhất của Mỹ. Nhưng vụ tập kích không đạt được mục tiêu do toàn bộ tù binh Mỹ đã được đưa đến một trại giam khác trước đó do rò rỉ tin tức tình báo từ phía Mỹ. Do sai sót này nên Mỹ đã cải tổ Cơ quan tình báo một năm sau đó.

## Bối cảnh ra đời
Năm 1967, Ủy ban Tù binh liên cơ quan (IPWIC) được thành lập ở Mỹ, do Cục tình báo Bộ Quốc phòng (DIA) chỉ đạo. IPWIC đã tiến hành điều tra, thu thập tin tình báo về tù binh Mỹ ở miền Bắc Việt Nam. Căn cứ vào tin tình báo, phía Mỹ tin rằng ở trại giam tại Sơn Tây có 55 tù binh Mỹ.
Tháng 7 năm 1970, kế hoạch tập kích được đề ra với sự phối hợp của Cơ quan tình báo trung ương (CIA), Cục điều tra liên bang (FBI), Cơ quan an ninh quốc gia (NSA), Bộ Quốc phòng, Bộ Ngoại giao và cố vấn an ninh quốc gia. Một kế hoạch giải thoát tù binh Mỹ tại Sơn Tây đã được phê duyệt, đồng thời chỉ định một nhóm chuyên gia lên kế hoạch chi tiết để thực hiện. Kế hoạch chi tiết này được chia thành ba giai đoạn:
1. Giai đoạn 1: Thu thập tin tức tình báo;
2. Giai đoạn 2: Tuyển mộ và huấn luyện;
3. Giai đoạn 3: Hành động.

## Trại tù Sơn Tây

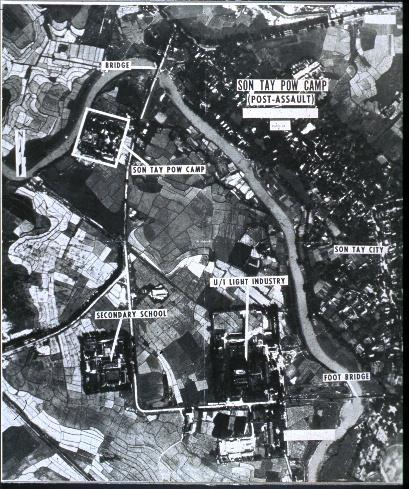
Ảnh hàng không trại tù binh Mỹ ở Sơn Tây, 1970

Trại giam tù binh Mỹ Sơn Tây không lớn, xây dựng theo phối trí hình vuông, mỗi chiều dài 45 mét, xung quanh có tường cao 2 mét với dây kẽm gai. Trại nằm bên bờ sông Tích, xung quanh trại là ruộng lúa nước, tù binh Mỹ được ở trong bốn dãy nhà lán trại cấp 4, với ba vọng gác bao quanh tường rào của trại. Vị trí của trại cách Hà Nội 30 km về hướng Tây Bắc theo đường chim bay. Trại giam giữ khoảng 55 tù binh Mỹ là phi công. Xung quanh khu vực của trại, về phía nam cách trại 400 m là trường Phổ thông cấp 3 Sơn Tây, nay là trường Trung học phổ thông Sơn Tây, và cách 700 m là Trường Hữu nghị 80 (nơi dạy các học sinh Lào và Campuchia). Các đơn vị quân đội Việt Nam ở cách 5 km phía nam là Trường Sĩ quan Pháo binh 21°06′48″B 105°28′56″Đ / 21,113319°B 105,48217°Đ ở ngã ba Tông, và 8 km phía tây nam là cơ sở huấn luyện của Sư đoàn 12 (được ước tính khoảng 10 ngàn binh lính). Do Mỹ ngừng ném bom nên các đơn vị quân đội không ở trạng thái trực chiến.

## Diễn biến

### Giai đoạn 1: Thu thập tin tức tình báo
Tháng 5 năm 1970, Trại tù Sơn Tây đã được Nhóm Tình báo đặc nhiệm tù binh Hoa Kỳ xác định được vị trí. Nhóm Tình báo đặc nhiệm này được thành lập năm 1967 với nhiệm vụ là theo dõi các tù binh Mỹ bị miền Bắc Việt Nam giam giữ, xác định địa điểm tù binh bị giam giữ ở các trại giam giữ (xác định vị trí các trại giam giữ tù binh Mỹ); nhằm mục đích thông báo cho Không quân Mỹ tránh rải bom vào các vị trí giam giữ tù binh Mỹ ở miền Bắc Việt Nam. Theo tin thu thập được của CIA lúc bấy giờ, trại Sơn Tây giam giữ khoảng 55 tù binh là phi công Mỹ.
Sau khi xác định được vị trí của trại giam tù binh Sơn Tây, Không quân Mỹ tiến hành nhiều chuyến bay thám sát, chụp ảnh khu trại giam và xung quanh. Nhóm Tình báo đặc nhiệm tù binh Hoa Kỳ cũng phát hiện cách trại Sơn Tây 32 km theo đường chim bay có một căn cứ không quân (sân bay Đa Phúc, nay là Sân bay quốc tế Nội Bài). Như vậy cuộc tập kích giải cứu tù binh Mỹ phải được tiến hành chớp nhoáng để tránh sự viện binh mau lẹ từ căn cứ không quân này.
Một điều rất quan trọng mà lực lượng tình báo Mỹ không thu thập được, là trước đó (khoảng 1 tháng trước khi Mỹ tập kích vào đêm ngày 20 tháng 11 năm 1970), toàn bộ số tù binh phi công Mỹ bị giam giữ tại đây đã được di chuyển đến một địa điểm bí mật khác, cho dù không quân và các nhóm tình báo Mỹ bằng nhiều phương tiện nghiệp vụ mà không nắm được tin tức rất quan trọng này.

### Giai đoạn 2: Tuyển mộ và huấn luyện

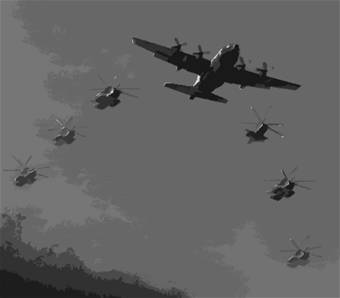
Không quân Mỹ tập luyện phục vụ chiến dịch

Giai đoạn này, Lục quân Mỹ tuyển dụng các binh lính tình nguyện và huấn luyện cho họ. Trong khi đó bộ phận tình báo kết hợp cùng Không lực Mỹ tiếp tục thu thập tin tức, chụp ảnh vùng Sơn Tây và lân cận.

### Giai đoạn 3: Hành động

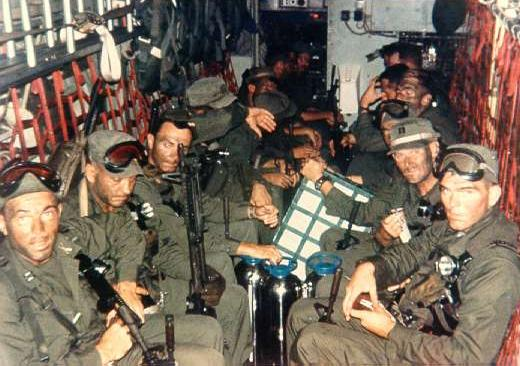
Lính Mỹ trong một chiếc máy bay trực thăng được sử dụng cho cuộc tập kích

Chiến dịch này đã được CIA nghiên cứu rất kỹ, từ việc tính đường kính cây trong sân trại giam, đến việc hy sinh 1 chiếc trực thăng để dùng cánh quạt trực thăng dọn bãi cho những chiếc khác hạ cánh, từ việc tính toán nhiên liệu của chiếc trực thăng làm sao khi đến nơi phải hết nhiên liệu để không gây cháy, đến việc chia người của chiếc bị nạn này lên những chiếc khác, nhiệm vụ điểm danh trước khi cất cánh... đều nằm trong chương trình. Kế hoạch này cũng không chấp nhận việc bắt tù binh để tiết kiệm tối đa thời gian.
Lệnh thi hành được phê chuẩn và ban bố vào ngày 18 tháng 11 năm 1970. Nhóm binh lính thuộc đội đặc nhiệm sau thời gian huấn luyện, đêm ngày 18 tháng 11 năm 1970 được đưa lên máy bay vận tải C-141. Các binh lính này không mặc quân phục và cũng không đeo phù hiệu của bất kỳ đơn vị nào của Quân đội Hoa Kỳ; Nhóm đặc nhiệm được tập kết tại Sân bay quân sự Thakhi, Thái Lan.
Đêm ngày 20 tháng 11 năm 1970, nhiều máy bay chiến đấu của Mỹ xâm phạm vùng trời miền bắc Việt Nam. Một số tốp thả pháo sáng ở Hải Phòng để đánh lạc hướng lực lượng phòng không, tạo điều kiện cho trực thăng chở quân tập kích Mỹ thâm nhập.
Lúc 23 giờ ngày 20 tháng 11 năm 1970, 5 chiếc máy bay lên thẳng chở quân tập kích rời sân bay Udon, Thái Lan bay vào miền bắc Việt Nam, có nhiều máy bay dẫn đường, tiếp dầu, hộ tống. 103 biệt kích Mỹ được 3 chiếc trực thăng cỡ lớn HH-53 chở đến mục tiêu. Cùng đi với 3 trực thăng này còn có 1 chiếc C-130 dẫn đường cùng 2 chiếc C-141 dự kiến sẽ chở tù binh từ Sơn Tây về. Nhưng đây cũng chỉ là một nhóm trong hơn 100 chiếc máy bay đủ loại: trực thăng, C-130, A1, F-105... được cất cánh từ 5 căn cứ không quân từ Thái Lan, 3 tàu sân bay tại vịnh Bắc bộ mà Lầu Năm Góc đã huy động tham gia chiến dịch này.
Khi đến vùng trời Sơn Tây thì đã quá 2 giờ sáng ngày 21/11. Chiếc HH-53 số 3 tách khỏi biên đội, bay vòng sang bên trái, Đội A-1 cũng lượn vòng trên vị trí đợi lệnh. Lúc này, chiếc C-130 thả pháo sáng, chiếc HH-53 số 1 lao xuống, nhằm thẳng vào tháp canh của trại tù và dội xuống đó một trận hỏa lực khủng khiếp, rồi bay sang vị trí đợi lệnh.
Vào 2 giờ ngày 21 tháng 11 năm 1970, các máy bay đáp xuống và đổ quân ở khu vực tập kích, trong đó 1 chiếc hạ ngay xuống sân trại giam. Nhóm đặc nhiệm Mỹ đã dùng loa kêu gọi tù binh phá trại giam, đánh phá một số mục tiêu, cắt thông tin liên lạc hòng ngăn chặn lực lượng chi viện của đối phương.
Chiếc trực thăng biệt danh "Quả táo số Một" thuộc nhóm chi viện đã đổ bộ nhầm xuống Trường Đảng tỉnh Sơn Tây (cách trại tù 400m về phía nam, nay là khu ký túc xá Trường Hữu nghị 80), trước khi rút ra ngoài, lính biệt kích Mỹ đã xả súng bắn chết 5 cán bộ an dưỡng khi họ đang ngủ và đốt phá cơ sở. Trên đường tiến quân tới mục tiêu, toán lính trên chiếc trực thăng này còn đạp cửa xông vào một trong ba ngôi nhà dân có thắp điện sáng. Một người mẹ và ba trẻ nhỏ đang ngủ thì nghe tiếng súng, vội chui xuống gầm giường. Một lính Mỹ soi đèn pin và phát hiện ra họ. Lính Mỹ đã bắn trọn một băng tiểu liên AR-15 vào người phụ nữ và 3 đứa trẻ: Bà Nguyễn Thị An (48 tuổi) và cháu gái Lê Thu Hương (12 tuổi) chết ngay tại chỗ; Hai cháu Lê Thu Nga (15 tuổi) và Lê Việt Tuấn (9 tuổi) bị thương rất nặng bởi trúng nhiều phát đạn, được đưa đi cấp cứu ở Bệnh viện Quân y 105. Cả bốn người dân bị thương vong trong vụ tập kích là vợ và ba người con của đồng chí Lê Việt Tiến, Đại tá, Phó Ty Công an tỉnh Hà Tây.
Cùng lúc đó ở trại Sơn Tây, Dick Meadows đã chỉ huy toán lính phá khóa, đột nhập vào từng buồng giam. Hầu hết các phòng đều trống không. Nhưng trong một căn buồng nhỏ, toán biệt kích thấy 6 người đàn ông không vũ trang đang ngủ, đây là nhóm bộ đội trông coi trại giam sau khi tù binh đã được chuyển đi nơi khác. Lính Mỹ xả súng giết cả 6 người.

## Kết quả
Một điều hết sức bất ngờ là số tù binh Mỹ đã được chuyển đi nơi khác gần một tháng trước đó, nên sau khoảng nửa giờ tấn công vô ích, quân Mỹ đã lên máy bay rút về căn cứ. Một trực thăng HH-3 bị vướng vào cây, không bay lên được và bị lính Mỹ ném thuốc nổ phá hủy để khỏi rơi vào tay đối phương. 1 chiếc F-105 thuộc phi đội đánh lạc hướng bị bắn rơi do trúng tên lửa phòng không, 1 chiếc F-105 khác bị hư hại do tên lửa nổ gần.
Đây là trận tập kích táo bạo, liều lĩnh, được lên kế hoạch đến từng chi tiết của không quân Mỹ, nhưng đã thất bại và không đạt được mục tiêu đề ra.
Thực ra, ngay từ sớm, an ninh và tình báo Việt Nam đã nắm được sơ bộ về vụ tập kích này. Trong cuốn sách "Phi công Mỹ ở Việt Nam", ông Gia Huy - một sĩ quan tình báo của Bộ Công an cho biết, từ giữa tháng 10/1970 ông đã nhận được tin tức rằng Mỹ sắp tập kích vào phía Tây Hà Nội để giải cứu tù binh phi công. Tin tức đến từ một cựu sĩ quan DIA Mỹ có cảm tình với cuộc kháng chiến của Việt Nam. Lãnh đạo Bộ Công an quyết định chuyển tù nhân đến 1 trại dự bị nằm cách đó 15 km. Ông Huy còn kể: Bộ trưởng Trần Quốc Hoàn nói rằng đã bố trí một lực lượng mai phục ở trại (có thể phán đoán, những bức ảnh hồng ngoại của Mỹ chụp trước khi tấn công vẫn thấy có người ở trong trại là do binh lính Việt Nam phục kích). Nhưng vì không biết chính xác ngày giờ nên sau khi chờ mấy tuần không thấy, tưởng Mỹ đã từ bỏ kế hoạch nên bộ đội Việt Nam đã rút đi. Việc Việt Nam rút quân đã bỏ lỡ cơ hội phục kích, tiêu diệt lực lượng biệt kích này để gây tiếng vang trên trường quốc tế.

## Sách tham khảo
- Amidon, Mark. "Groupthink, Politics, and the Decision to Attempt the Son Tay Rescue". Parameters, Journal of the US Army War College. Quyển 2005 số Winter. Truy cập ngày 18 tháng 2 năm 2009.
- Hill, John M. Campbell & Michael (1996). Roll Call: THUD: a photographic record of the F-105 Thunderchief. Atglen, PA: Schiffer Pub. ISBN 0-7643-0062-8.
- Gargus, John (2007). The Son Tay Raid: American POWs in Vietnam Were Not Forgotten (ấn bản thứ 1.). College Station: Texas A & M Univ. Press. ISBN 1-58544-622-X.
- Glines, Carroll V. (1995). "The Son Tay Raid". AIR FORCE Magazine. Quyển 78 số 11. Bản gốc lưu trữ ngày 21 tháng 7 năm 2009. Truy cập ngày 10 tháng 2 năm 2009.
- Mitchell, Major John, USMC (1997). "The Son Tay Raid: A Study in Presidential Policy". e-History: Vietnam War. The Ohio State University. Truy cập ngày 25 tháng 8 năm 2011.{{Chú thích web}}:  Quản lý CS1: nhiều tên: danh sách tác giả (liên kết)
- Schemmer, Benjamin F. (1976). The Raid. Harper & Row. ISBN 0-553-75625-7.
- Thigpen, Jerry L. (2001). The Praetorian STARShip: the untold story of the Combat Talon. Maxwell Air Force Base, Ala.: Air University Press. ISBN 1-58566-103-1.
- Thomas, William C. (Spring 1997). "Operation Kingpin—Success or Failure?" (PDF). Joint Force Quarterly. Số 15. Bản gốc (PDF) lưu trữ ngày 11 tháng 11 năm 2013. Truy cập ngày 10 tháng 11 năm 2013.{{Chú thích tạp chí}}:  Quản lý CS1: năm (liên kết)
- Tilford, Earl H., Jr. (1980). Search and Rescue in Southeast Asia, 1961–1975. Office of Air Force History/CreateSpace Independent Publishing Platform. ISBN 978-1477547434.{{Chú thích sách}}:  Quản lý CS1: nhiều tên: danh sách tác giả (liên kết)

Websites
- "A-1 participation in the Son Tay raid, ngày 21 tháng 11 năm 1970". Jolly Green.org. Truy cập ngày 10 tháng 2 năm 2009.
- "Call Sign "Apple 1"". NMUSAF. Truy cập ngày 12 tháng 8 năm 2011.
- Manor, Brig. Gen. Leroy J. "The Son Tay Raid, ngày 21 tháng 11 năm 1970". Air Commando Association. Bản gốc lưu trữ ngày 9 tháng 2 năm 2007. Truy cập ngày 10 tháng 2 năm 2009.